# Biografielijst Mf

## Mfu
- Papa Mfumu'eto (1963), Congolees stripauteur en schilder